# Regeneración de diente
La regeneración de diente es un procedimento de medicina regenerativa  en el campo campo de ingeniería de tejidos y biología de células madre para reemplazar dientes dañados o perdidos mediante su recrecimiento a partir de células madre autólogas.
Como fuente del nuevo diente bioengenierado,  se recogen células madre somáticas y se reprograman a células madre pluripotentes inducidas, que se pueden colocar en la lámina dental directamente o ser colocados en un biopolímero reabsorbable en la forma del diente nuevo.

## Historia
Young et al. fueron los que primeros demostraron en 2002 que los dientes podrían ser regenerados a partir de células.